# Forstamt Meßkirch

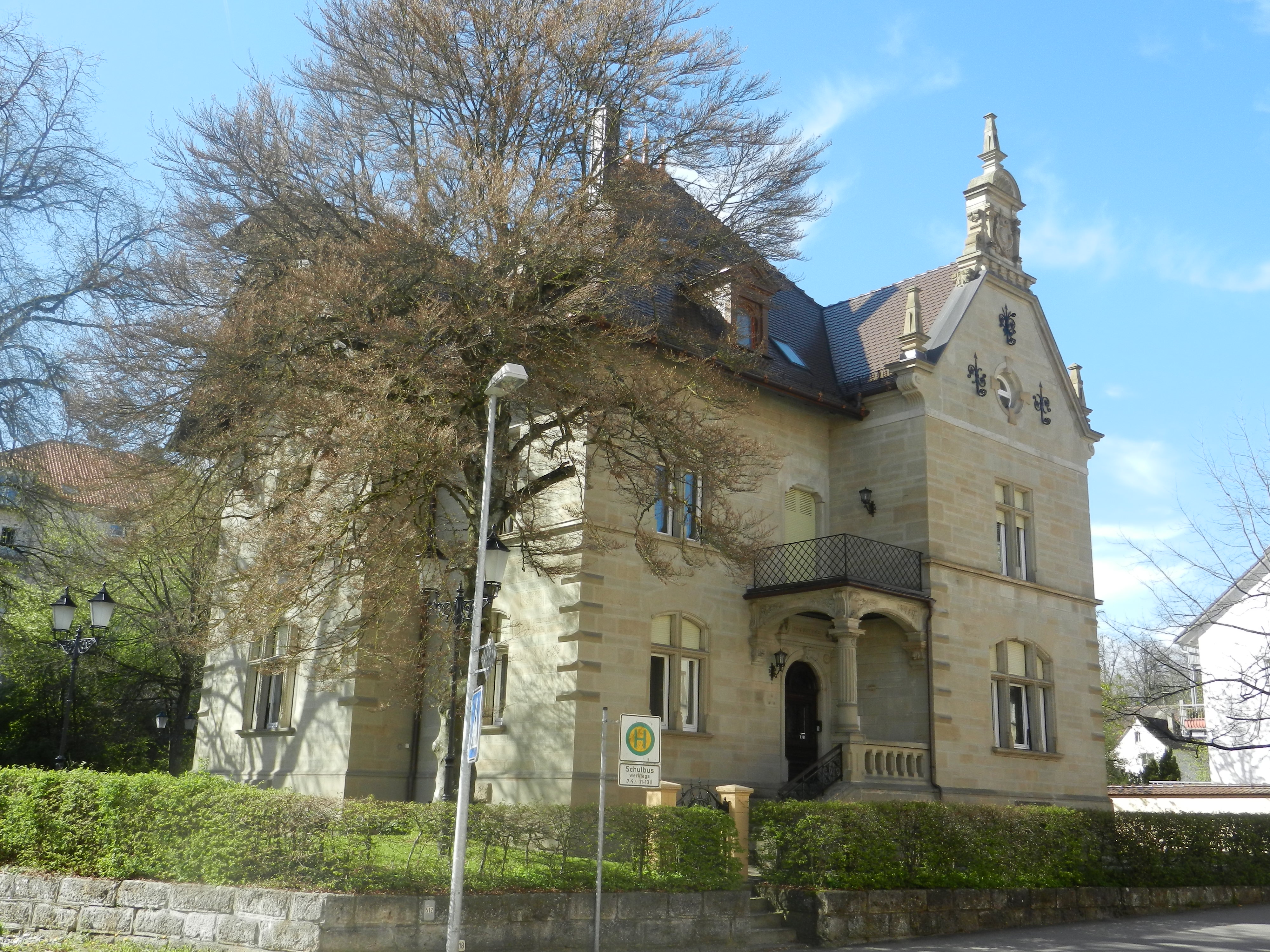
Forstamt Meßkirch (2012)

Das Gebäude des ehemaligen Forstamts Meßkirch ist ein unter Denkmalschutz stehendes, ehemals großherzoglich-badisches Amtsgebäude in der Stockacher Straße in Meßkirch im baden-württembergischen Landkreis Sigmaringen. Es war bis Ende 2004 Sitz des staatlichen Forstamts Meßkirch.

## Geschichte
Das Forstamt wurde 1836 durch Großherzog Leopold von Baden (1790–1852) als „Bezirksforstei Mößkirch“ geschaffen und wurde 1897, in nur 15-monatiger Bauzeit, im Stil der Neorenaissance errichtet. Auf dem Areal stand einst das 1659 von den Helfensteinern erbaute Kapuzinerkloster, das 1827 auf Beschluss der Fürstenberger abgebrochen wurde. Das mit Fialen, Pilastern, Wappen und Säulen verzierte Gebäude aus Schwäbisch Haller Sandstein ist neben dem etwa zur selben Zeit errichteten Rathaus, der Conradin-Kreutzer-Schule und der evangelischen Heilandskirche das bedeutendste Baudenkmal aus der Blütezeit des bürgerlichen Meßkirch Ende des 19. Jahrhunderts. Bemerkenswert sind an dem Gebäude die so genannten ostdeutschen Schnitzereien an der Ostseite und zum Adlerplatz hin.
Im Zuge der Verwaltungsreform des Landes Baden-Württemberg zum Jahresende 2004 wurde das Forstamt im Landratsamt Sigmaringen als Forstbehörde integriert, wo es nun im Grünen Zentrum Laiz eine neue Forstverwaltung als zentrales Forstamt für den ganzen Kreis gibt. Das zweistöckige Gebäude mit einer Nutzfläche von mehr als 360 m² und einem fast 2250 m² großen parkähnlichen Garten wurde nach einer öffentlichen Ausschreibung an einen Privatmann aus der Region als Meistbietendem verkauft.